# Francisco José de Melo
Francisco José de Melo CvC • CvNSC (São Romão de Aregos, Resende, 1795 - Bom Jesus, Damão, 19 de agosto de 1846) foi um militar e administrador colonial português.

## Biografia
Feitor e alcaide-mor de Damão, em cuja qualidade subscreveu o acto de aclamação da Rainha D. Maria II a 8 de Setembro de 1835. Tenente-Coronel de Milícias; Cavaleiro da Ordem Militar de Cristo, por Carta-Patente de 23 de Abril de 1840; Cavaleiro da Ordem de Nossa Senhora da Conceição de Vila Viçosa.
Dirigiu em Damão a construção da fragata portuguesa Dom Fernando II e Glória, utilizando madeira de teca de Nagar-Aveli, tendo adiantado ao Estado Português da Índia a importante quantia de 200 000 xerafins, a ser reembolsada pelos rendimentos da fragata, o que nunca chegou a verificar-se, por não cumprimento do acordo de parceria público-privada por parte do estado. Em compensação pela soma investida na construção da fragata, o estado agraciou-o, a título de compensação, com o grau de Cavaleiro da Ordem Militar de Cristo.

## Família
Filho de Manuel Pinto de Melo, nascido c. 1770 e de sua mulher Josefa Raquel de Melo, nascida em 1774, ambos naturais de Lisboa e falecidos em São Romão de Aregos, Resende.
Casou a 24 de Maio de 1819, em Ribandar, Goa, com Maria Rosa de Melo e Brito, nascida em Ribandar, Goa, filha de Constantino José de Brito e de sua mulher Luísa Maria Rosa de Melo de Sampaio, ambos naturais de Goa, de quem tiveram:
1. Gonçalo Miguel de Magalhães de Melo e Brito, casado com Heloísa Estácia Rosa de Macedo, filha de Bento Zeferino Gonçalves de Macedo e de sua mulher Maria Antónia Moreira de Melo de Sampaio;
2. Constantino António de Melo (1 de junho de 1823, Ribandar, Goa - 7 de abril de 1826, Ribandar, Goa);
3. Albino José de Melo (16 de agosto de 1823, Ribandar, Goa - 9 de janeiro de 1831, Ribandar, Goa);
4. Júlio José de Melo (16 de agosto de 1826, Ribandar, Goa - ?).